# ヘネシー (コニャック)
ジャズ・ヘネシー&カンパニー (Jas Hennessy & Co.、一般にはヘネシー (Hennessy) とも、(フランス語発音: [ɛnɛsi])) は、フランスのコニャックに本社を置くコニャック・ハウス。年間約5000万本を販売し、コニャックの世界市場で40%のシェアを持つ世界最大のコニャック生産企業である。LVMH (66%) ディアジオ (34%) 傘下のモエ・ヘネシーが所有する。

## 歴史
ヘネシーのコニャック蒸留所はアイルランド人のリチャード・ヘネシーによって1765年に設立された。1970年代には5世代目の直系の子孫であったキリアン・ヘネシーがヘネシーのCEOに就任し、いとこにあたるモーリス・リチャードの跡を継いだ。キリアン・ヘネシーは1971年のモエ・エ・シャンドンとの合併を主導し、モエ・ヘネシーを誕生させた。
モエ・ヘネシーはその後、1987年にルイ・ヴィトンと合併。モエ・ヘネシー・ルイ・ヴィトン（LVMH）となり、世界有数の高級ブランド・コングロマリットとなった。しかしながら翌年に経営危機に陥り、ギネスの協力のもと、オートクチュール・ハウスのクリスチャン・ディオールS.Aのオーナーであるベルナール・アルノーによって買収されることとなった。キリアン・ヘネシーは2010年に103歳で亡くなるまで、同社の諮問委員会のメンバーとして留まった。

## マーケティング
ヘネシーは近年、「ピュア・ホワイト」、「ヘネシー ブラック」、「フィーヌ・ド・コニャック」などといった新商品を発売し、年配の愛飲者を中心とした従来の顧客層を超えた幅広い層に向けたアピールを試みた。

## ボトル・ラインナップ
- ヘネシー ブラック
- ヘネシー ホワイト
- ヘネシー V.S
- ヘネシー V.S.O.P プリヴィレッジ
- ヘネシー フィーヌ・ド・コニャック
- ヘネシー X.O
- ドイチェラント・モエ・ヘネシー
- ヘネシー ピュア・ホワイト
- プライベート・リザーブ
- ヘネシー パラディー
- ヘネシー ディプティック
- リシャール・ヘネシー
- ヘネシー タイムレス（限定数2000）
- ヘネシー エリプス（限定数2000）
- ボテ・ド・シエクル（特製ボックス入り、限定数100）
- ヘネシー VVVV (1860)
- ヘネシー No.1
- ヘネシー クイーン・シルバー・ジュビリー（1977年）
- ヘネシー ファースト・ランディング 1868
- ヘネシー プライヴェ（トラベルリテール限定）
- ヘネシー ライブラリー
- ジェームズ・ヘネシー

## コレクターズ・ボトル
| コレクター・ボトル                                | 発売      | 概要                                                                                      | 注記    |
| ------------------------------------------------- | --------- | ----------------------------------------------------------------------------------------- | ------- |
| ヘネシー V.S "44"                                 | 2009年    | バラク・オバマ第44代アメリカ合衆国大統領就任記念                                          |         |
| ヘネシー V.S "NUL"                                | 2010年    | ナショナル・アーバン・リーグ（全国都市同盟）                                              |         |
| ヘネシー V.S "BOA"                                | 2010年    | ブレンディング・オブ・アート（1本につき2人のデザイナーがデザインを手がけた5種類のボトル） |         |
| ヘネシー V.S "KAWS"                               | 2011年    | グラフィティ・アーティストKAWSによるデザイン                                              |         |
| ヘネシー フィーヌ・ド・コニャック・アンド・ティー | 2011年    | ティー・ハウス「テオドー」 とのコラボレーション                                           |         |
| ヘネシー V.S.O.P ヘリオス                         | 2011年    | ゴールド・ボトル（ギリシア神話の太陽神から命名）                                          |         |
| ヘネシー V.S.O.P "NyX"                            | 2011年    | プラチナム・ボトル（ラベルがブラックライトで発光）                                        |         |
| ヘネシー V.S.O.P キリオス                         | 2012年    | ブラック・ボトル（3Dラベル）                                                              |         |
| ヘネシー V.S.O.P ドゥピュイ                       | 2013年    | レッド・ボトル                                                                            |         |
| ヘネシー X.O オデッセイ                           | 2007–11年 | 2007年以降、毎年発売 (2011年バージョンは岩層に乗っている)                                 |         |
| ヘネシー ケンゾー                                 | 1997–99年 | ケンゾー（LVMH傘下）                                                                      | [ n 1 ] |
| ヘネシー レッド・ブック                           | 2011年    | Levandovka filling                                                                        |         |
| ヘネシー×フューチュラ                             | 2012年    | グラフィティ・アーティストのフューチュラによるデザイン                                    |         |
| ヘネシー ルミナス                                 | 2013年    | ラベルのブランド・ロゴが暗所で発光する                                                    |         |

## ヘネシー文学賞
ヘネシーはアイリッシュ・インディペンデント紙のコンクール「ニュー・アイリッシュ・ライティング」と、それに付随する年間のヘネシー文学賞のスポンサーである。同賞は過去にジョセフ・オコナー、ダーモット・ボルガー、パトリック・マケイブ、コラム・マッキャン、フランク・マクギネス、アン・エンライト、ヒューゴ・ハミルトン、ダーモット・ヒーリー、ニール・ジョーダンらを輩出している。

## 大衆文化において
ヘネシーはテック・ナインの「KCティー」（2010年）、2パックの「ヘネシー」（2004年）、スヌープ・ドッグの「ヘネシーとブッダ」（2000年）など、数多くのヒップホップ楽曲に登場する。ドレイクの楽曲「ワン・ダンス」（2016年）では、サビの部分で手にヘネシーを持っていることについて言及している。この楽曲は世界中で大人気となり、2016年における世界最大の売り上げを記録した楽曲となった。
ヘネシーのコニャックは北朝鮮の独裁者、金正日の好物であった。ヘネシーは彼がパラディーの購入に年間70万ドルを費やしたと報告したことがある。
1993年のスティーヴン・スピルバーグ監督映画『シンドラーのリスト』でヘネシーがフィーチャーされている。

## 注記
1. ↑  1997年にブルー・バージョン、1999年にイエロー・バージョンが発売された。オーストラリア、香港、インドネシア、ニュージーランド、シンガポール、台湾、アメリカ市場向け。計1万8000本が生産された。